# Taraxacum leucopodum
Taraxacum leucopodum — вид квіткових рослин з родини айстрових (Asteraceae). Вид зростає в Європі: Данія, Німеччина, Польща, Швеція; інтродукований до Великої Британії та Ірландії; це багаторічна рослина помірних біомів.